# Dylan Schommer
Dylan Kalecyezi Schommer (Bettlach, 20 ottobre 1997) è un cestista svizzero con cittadinanza ruandese.

## Palmarès

### Club
- Campionato svizzero: 2

Fribourg: 2018-19, 2020-21
- Coppa Svizzera: 1

Fribourg: 2019